# マリア・セシリア・ローマン
マリア・セシリア・ローマン（María Cecilia Román、1983年1月21日 - ）は、アルゼンチンのプロボクサーである。サンフアン出身。前IBF女子世界バンタム級王者。

## 来歴
2011年5月13日、Yessika Munoz戦でプロデビューし判定勝利。
しかし、2戦目からは4連敗を喫し、6戦目は引き分け。
2015年3月27日、Johana Sanchezに判定で約4年ぶりの勝利。7連勝をマーク。
2016年9月10日、Anahi Yolanda Sallesとのアルゼンチン女子バンタム級王座決定戦に臨み、3-0判定で勝利し初タイトル獲得。
2017年8月4日、カロリーナ・デュアーが持つIBF女子世界バンタム級王座に挑み、2-1判定で王座奪取。
2017年12月15日、Ana Maria Lozano相手に初防衛戦を行うが、2回にLozanoの故意のバッティングで負傷したため、反則勝ちで初防衛成功。
2018年4月14日、Ana Maria Lozanoとのダイレクトリマッチを3-0判定で制し2度目の防衛に成功。
2018ねh8月4日、カロリーナ・デュアーと1年ぶりのリマッチを再び2-1判定で勝利し3度目の防衛に成功。
2018年12月21日、Vanesa Lorena Tabordaと4度目の防衛戦を行うも、2回に偶然のバッティングで負傷し試合停止の無効試合になった。
2019年3月15日、Valeria Perezに3-0判定で勝利し4度目の防衛に成功。
2019年8月16日、過去に連敗しているJulieta Cardozoを3-0判定で雪辱を果たし5度目の防衛に成功。
2021年2月20日、アメリカ・フロリダ州オーランドにてMelissa Odessa Parkerとノンタイトル8回戦を行うが、0-2判定で敗れる。
2021年11月26日、Daniela Barbara Riveroに3-0判定で勝利し、6度目の防衛に成功。
2022年3月26日、イギリス・リーズのFirst Direct Arenaにてエバニー・ブリッジスと7度目の防衛戦を行うが、0-3判定で敗れ王座陥落。
2022年5月21日、O2アリーナにてエリー・スコットニーが持つWBA女子インターコンチネンタルスーパーバンタム級王座に挑むが、0-3判定で連敗となり王座獲得ならず。
2022年11月11日、約1年ぶりとなる母国での試合でEliana Vanesa Orecchiaを3-0判定で降し連敗ストップ。
2023年6月2日、アメリカ・カリフォルニア州テメキュラにてAdelaida Ruizと対戦するが、8回に初のKO負けを喫した。
2023年8月19日、Lilian Dolores Silvaと4回戦も引き分け。

## 獲得タイトル
- アルゼンチン女子バンタム級王座
- IBF女子世界バンタム級王座（防衛5=陥落）